# 城巴79X線
城巴79X線是香港一條新界巴士路線，由城巴有限公司營運，於2021年11月30日投入服務，來往粉嶺皇后山及長沙灣（甘泉街），途經軍地及馬尾下後，取道香園圍公路、吐露港公路及青沙公路往返九龍區之南昌站、大角咀、旺角及深水埗，全程收費為$17.2。此路線及78X線為城巴首兩條服務北區的獨營專營巴士路線，城巴把79X線標榜為「皇后山線」，更宣傳此線往返粉嶺和大角咀的車程只需約45分鐘。79X線設下特別班次79P線，來往粉嶺皇后山及高鐵西九龍站，捨棄主線服務之長沙灣道而改經油麻地及尖沙咀，只於星期一至五上、下午繁忙時間分別提供去程及回程服務。

## 歷史
運輸署在《2020－2021年度巴士路線計劃》中，建議開辦一條新巴士服務來往皇后山邨及南昌站，途經軍地、孔嶺、馬尾下、香園圍公路、吐露港公路、青沙公路、大角咀、旺角、深水埗及長沙灣商貿區，以配合皇后山一帶人口發展，提供直接的巴士服務往來皇后山、旺角及長沙灣商貿區一帶，乘客亦可乘搭路線前往青沙公路巴士轉乘站轉乘其他巴士路線前往不同地區，並決定以招標形式挑選合適的巴士公司營辦此線。
2021年，運輸署宣佈把此路線的專營權批予城巴，編號定為79X，並在同年11月30日投入服務，以配合山麗苑首批住戶於2021年12月陸續入伙。由於此線在新界端的總站（即皇后山公共運輸交匯處）當時尚未完工，故新界區臨時總站設在龍馬路西行近山麗苑，而長沙灣的總站則設於深旺道西行近東京街西；此外，服務時間亦獲延長，由原先建議的星期一至五繁忙時間，擴展至每日日間（週末及假日更延長至晚間）提供前往長沙灣，以及每日中午至晚間提供前往皇后山邨之服務，而服務水平將因應皇后山屋苑的入伙情況逐漸提升。匯達交通服務商務總監吳義君表示，皇后山為北部都會區的核心區域，而北部都會區將是香港未來數十年的重要發展區域，是次投得皇后山路線有助城巴為市民提供往返北部都會區的服務，同時有助擴展城巴業務，為當區居民提供新的公共交通選擇。
2022年1月26日起，79X線的粉嶺總站遷往皇后山公共運輸交匯處，並加強服務。當中星期一至五（公眾假期除外）由粉嶺皇后山開出的尾班車時間由16:00延遲至17:15，同時加開07:30及10:00由長沙灣開出的班次；而星期六、日及公眾假期由長沙灣開出的頭班車時間由12:00提早至09:30。路線由新總站開出後，會駛經龍馬路東行，然後在近山麗苑橋山閣之道路尽頭處掉頭返回龍馬路西行「山麗苑」站及原有路線，並取消位於龍馬路西行的「皇后山邨」分站；而往皇后山方向駛至龍馬路東行後先駛入皇后山公共交通總站設站以取代原有位於龍馬路東行的「皇后山邨」分站，之後駛經龍馬路東行，再在近山麗苑橋山閣之道路尽頭處掉頭返回龍馬路西行「山麗苑」站，最後沿龍馬路西行轉入皇后山公共交通總站終結行程。然而在2019冠狀病毒病第五波疫情下，此線曾在同年年初至中旬臨時縮減星期一至五（公眾假期除外）之服務，當中包括介乎07:30－09:00由皇后山開出之班次減至每45分鐘一班車，並暫停20:30由長沙灣開出之班次。同年7月17日起，此線每日由粉嶺皇后山開出之頭班車時間提早至05:35，而星期一至五由粉嶺皇后山開出之尾班車時間延遲至17:40，同年11月28日起，更進一步延長星期一至五由皇后山開出之尾班車至19:00，而每日由長沙灣（西）開出之尾車亦延長至22:00，試行至2023年5月26日後改為永久實施。2023年4月23日起，79X線於長沙灣端之總站遷往海達公共運輸交匯處，以配合該總站啟用。
不過，79X線服務範圍未能覆蓋油麻地和尖沙咀，因此北區區議會主席羅庭德要求增設支線前往相關地區。為方便皇后山乘客往來九龍西的中心地區，運輸署在《2023－2024年度巴士路線計劃》中，建議79X線九龍端總站遷往長沙灣（甘泉街），來回程改經富昌邨一段深旺道及全段長沙灣道而不經荔枝角道；同時建議新增資源開辦79P線，依79X新走線到達旺角後，右轉彌敦道前往油麻地一帶。建議最終獲得落實，並於2023年8月19日實施。同年10月1日起，79X線每日由長沙灣（甘泉街）開出之尾班車時間延遲至00:00。
2024年初，城巴挑選79X線為15條「主幹線」之一，命名為「皇后山線」。而運輸署在《2024－2025年度巴士路線計劃》中，亦建議79P線於九龍區內來回程繞經尖沙咀一段彌敦道、梳士巴利道及廣東道往返高鐵西九龍站，以方便皇后山居民於上午及下午繁忙時間往來尖沙咀。建議獲區議會通過後，於2024年8月26日實施。2025年1月26日起，79X線往皇后山方向於龍馬路皇后山一號外增設中途站。2025年5月12日：79P線往粉嶺皇后山方向增停龍馬路「皇后山一號」站。

## 服務時間及班次
79X線來回方向均於每日全日提供服務。以下服務時間及班次資訊以最近一次更新時為準。
| 粉嶺皇后山開     | 粉嶺皇后山開        | 粉嶺皇后山開        | 長沙灣（甘泉街）開   | 長沙灣（甘泉街）開 | 長沙灣（甘泉街）開 |
| 日期             | 服務時間            | 班次（分鐘）        | 日期                 | 服務時間           | 班次（分鐘）       |
| ---------------- | ------------------- | ------------------- | -------------------- | ------------------ | ------------------ |
| 星期一至五       | 05:35、06:15        | 05:35、06:15        | 星期一至五           | 07:30              | 07:30              |
| 星期一至五       | 06:50－08:20        | 30                  | 星期一至五           | 10:00－00:00       | 30                 |
| 星期一至五       | 09:00               |                     |                      |                    |                    |
| 星期一至五       | 09:40－17:40        | 30                  |                      |                    |                    |
| 星期一至五       | 18:20、19:00        |                     |                      |                    |                    |
| 星期六           | 05:35、06:20、07:05 | 05:35、06:20、07:05 | 星期六、日及公眾假期 | 09:30－17:00       | 30                 |
| 星期六           | 07:35－08:15        | 20                  | 星期六、日及公眾假期 | 17:00－19:00       | 20                 |
| 星期六           | 08:15－11:15        | 30                  | 星期六、日及公眾假期 | 19:00－00:00       | 30                 |
| 星期六           | 11:15－13:15        | 20                  |                      |                    |                    |
| 星期六           | 13:15－19:15        | 30                  |                      |                    |                    |
| 星期六           | 20:00               |                     |                      |                    |                    |
| 星期日及公眾假期 | 05:35－07:50        | 45                  |                      |                    |                    |
| 星期日及公眾假期 | 07:50－11:50        | 30                  |                      |                    |                    |
| 星期日及公眾假期 | 11:50－13:50        | 20                  |                      |                    |                    |
| 星期日及公眾假期 | 13:50－19:20        | 30                  |                      |                    |                    |
| 星期日及公眾假期 | 20:00               |                     |                      |                    |                    |

79P線每個方向於星期一至五繁忙時間在固定時間開出兩班常規班次，星期六、日及公眾假期不設服務，列表如下：
| 粉嶺皇后山開 | 高鐵西九龍站開 |
| ------------ | -------------- |
| 07:05        | 18:00          |
| 07:35        | 18:25          |

## 收費
79X和79P線的全程收費為$17.2，並設有12歲以下小童及65歲或以上長者半價優惠，當中60歲－64歲香港居民、65歲或以上長者與合資格殘疾人士如以指定八達通繳付此線的車資，均可享有長者及合資格殘疾人士公共交通票價優惠計劃提供的$2票價優惠。乘客登車時需以現金或八達通卡繳付車資，不設找贖；而每位成人乘客可免費帶同最多兩名四歲以下而且不佔座位的兒童乘車。此外，乘客亦可使用指定電子支付工具繳付車資，使用此支付方式的乘客可享有與其他城巴獨營路線或聯營線城巴班次之轉乘優惠，惟不適用於與非城巴路線之轉乘優惠，乘客亦不能享有「公共交通費用補貼計劃」及「長者及合資格殘疾人士公共交通票價優惠計劃」。而在每月首個星期日，每名繳付成人車費乘客可攜同一名12歲以下小童免費乘車。
79X線沿途單向分段收費如下：
| 上車地點＼落車地點 | 長沙灣（甘泉街） | 粉嶺皇后山 |
| ------------------ | ---------------- | ---------- |
| 南昌站起           | $4.8             | 不適用     |
| 磚窰起             | 不適用           | $6.1       |
| 孔嶺起             | 不適用           | $4.8       |

79P線沿途單向分段收費如下：
| 上車地點＼落車地點 | 高鐵西九龍站 | 粉嶺皇后山 |
| ------------------ | ------------ | ---------- |
| 南昌站起           | $6.6         | 不適用     |
| 磚窰起             | 不適用       | $6.1       |
| 孔嶺起             | 不適用       | $4.8       |

### 轉乘優惠
79X線九龍方向設有與20（往啟德）、20A、701A（往海盈邨）、702（往又一城）、702B、702S（往蘇屋邨）等九龍市區路線、793（往蘇屋邨）、795X（往蘇屋邨）等新界路線、970、970X、971（往石排灣）、X970等過海隧道巴士路線，以及A20（往紅磡站）、A21（往紅磡站）、E21、E21D（往機場博覽館）、E21A、E21B等機場巴士路線的轉乘優惠，乘客如在第二程巴士車程以同一張八達通卡或同一電子支付工具的賬戶繳付上述路線車資，可享有轉乘優惠。
而20（往大角咀）、20A、701A（往旺角）、702（往海丽邨）、702B、702S（往海丽邨）等九龍市區路線、793（往將軍澳工業邨）、795X（往清水灣半島）等新界路線、970、970X、971（往海丽邨）等過海隧道巴士路線，以及E21、E21D（往大角咀）、E21A、E21B等機場巴士路線亦與79X線往新界方向設有轉乘優惠，乘客如在第二程巴士車程以同一張八達通卡或同一電子支付工具的賬戶繳付79X線車資，可享有轉乘優惠。

## 用車
根據《2023－2024年度巴士路線計劃》，79X線使用4輛雙層空調巴士提供服務。
此線主要用車為富豪B8L 12米（8806－8845）。這批巴士皆配備歐盟六型環保引擎、電子穩定控制系統、車速限制減速控制裝置和等離子空氣清新機，以及全數座椅皆配備安全帶。

## 行車路線
79X線由粉嶺皇后山開出的班次途經龍馬路（東行）、掉頭、龍馬路（西行）、沙頭角公路－龍躍頭段、沙頭角公路－馬尾下段、香園圍公路、粉嶺公路、吐露港公路、大埔公路－沙田段、青沙公路、連翔道、東京街西、深旺道、櫻桃街、大角咀道、櫻桃街、櫸樹街、晏架街、旺角道、彌敦道、長沙灣道、長順街、長沙灣道、通州西街、青山道及甘泉街前往長沙灣（甘泉街），而由長沙灣（甘泉街）開出的班次則途經甘泉街、長沙灣道、彌敦道、旺角道、西洋菜南街、亞皆老街、櫻桃街、深旺道、東京街西、連翔道、青沙公路、大埔公路－沙田段、吐露港公路、粉嶺公路、香園圍公路、沙頭角公路－馬尾下段、沙頭角公路－龍躍頭段、龍馬路（東行）、皇后山公共運輸交匯處、龍馬路（東行）、掉頭及龍馬路（西行）前往粉嶺皇后山，具體停站請參考資訊框。
79P線由粉嶺皇后山開出的班次途經龍馬路（東行）、掉頭、龍馬路（西行）、沙頭角公路－龍躍頭段、沙頭角公路－馬尾下段、香園圍公路、粉嶺公路、吐露港公路、大埔公路－沙田段、青沙公路、連翔道、東京街西、深旺道、櫻桃街、大角咀道、櫻桃街、櫸樹街、晏架街、旺角道、彌敦道、梳士巴利道、九龍公園徑、廣東道、佐敦道及海泓道前往高鐵西九龍站，而由高鐵西九龍站開出的班次則途經海泓道、匯民道、匯翔道、廣東道、梳士巴利道、彌敦道、亞皆老街、櫻桃街、深旺道、東京街西、連翔道、青沙公路、大埔公路－沙田段、吐露港公路、粉嶺公路、香園圍公路、沙頭角公路－馬尾下段、沙頭角公路－龍躍頭段、龍馬路（東行）、皇后山公共運輸交匯處、龍馬路（東行）、掉頭及龍馬路（西行）前往粉嶺皇后山，具體停站請參考資訊框。
79X線於九龍區的走線和另一條由九巴營運，同樣往返北區與九龍西的270B線有明顯不同，後者在青沙公路後先直達長沙灣，然後才前往深水埗、旺角及大角咀，此路線則在離開青沙公路後，先沿連翔道直接前往南昌站、大角咀和旺角，再沿長沙灣道返回深水埗和長沙灣一帶。

## 使用狀況
根據《2023－2024年度巴士路線計劃》，79X線最繁忙一小時的載客率為59%。而在《2024－2025年度巴士路線計劃》中，79P線平均每班車的載客率為31%。

## 宣傳

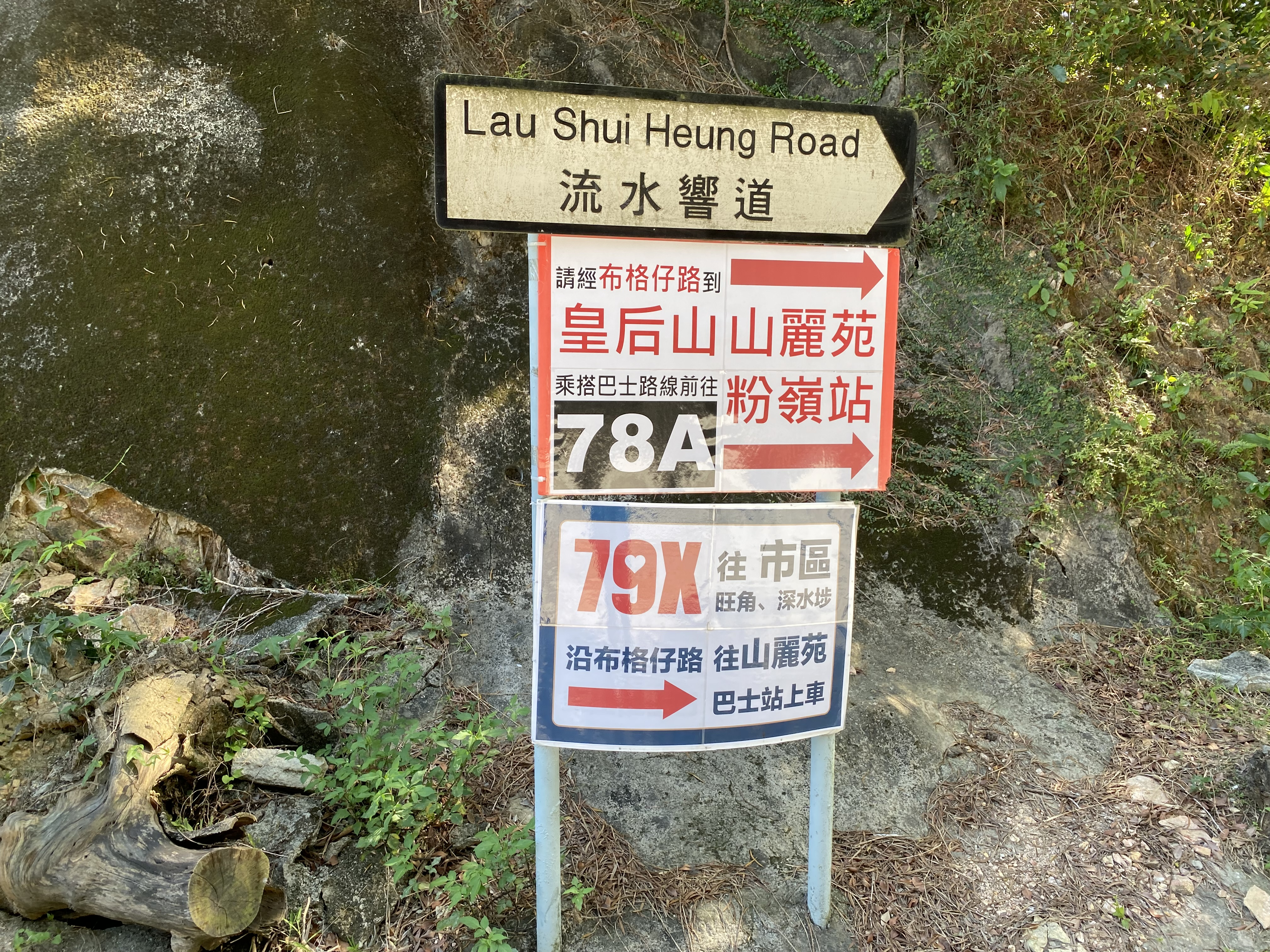
城巴在流水響一帶掛起宣傳品，提示市民經布格仔村前往山麗苑選乘此線

79X線途經的山麗苑分站，設有通往布格仔村的通道，可通往北區主要郊遊勝地——流水響水塘，該處近年更以「天空之鏡」稱呼而聞名，城巴因而以該景點向郊遊人士宣傳此路線。

## 圖集

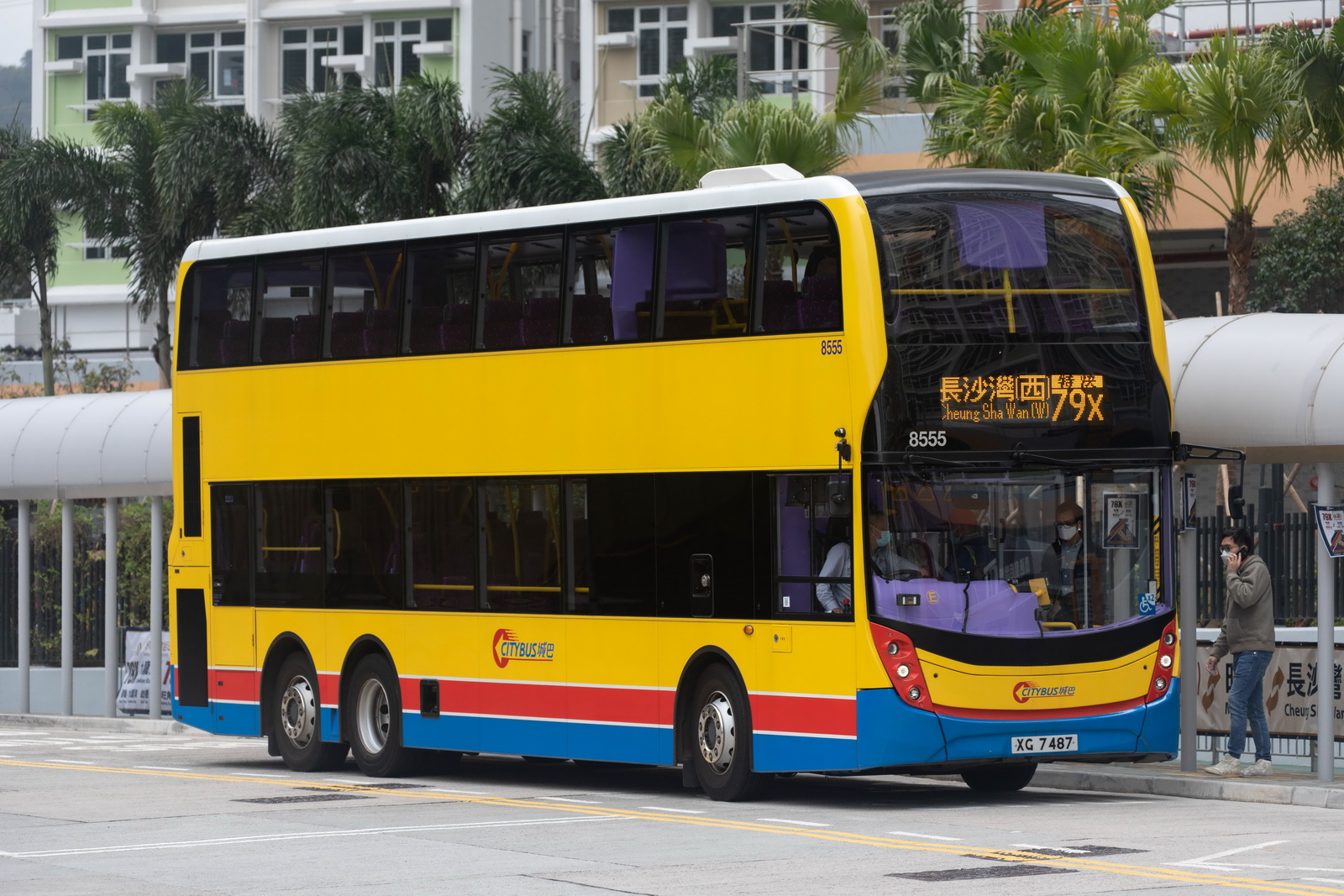
79X線途經山麗苑（2022年2月）
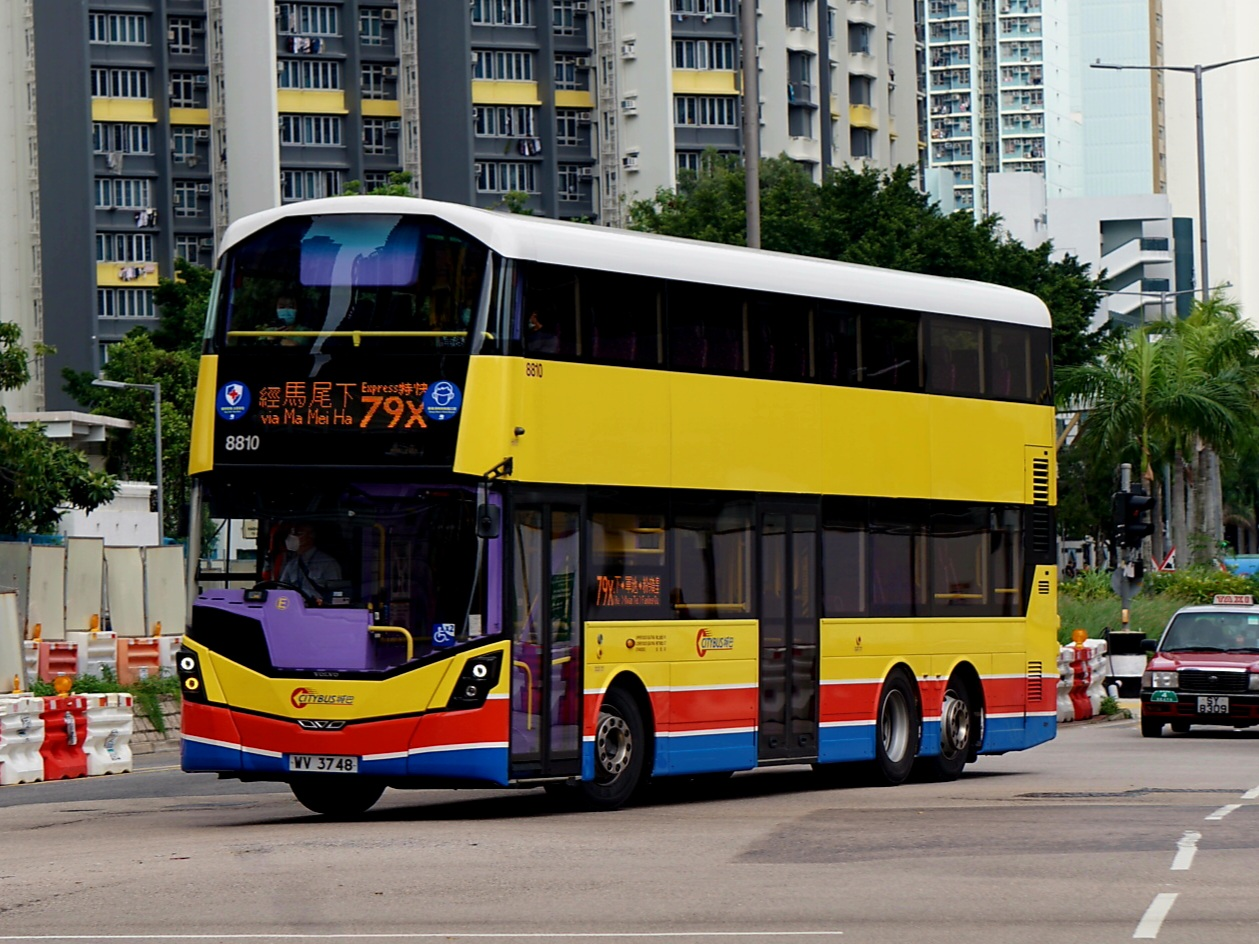
79X線用車駛出長沙灣（西）總站（2022年6月）
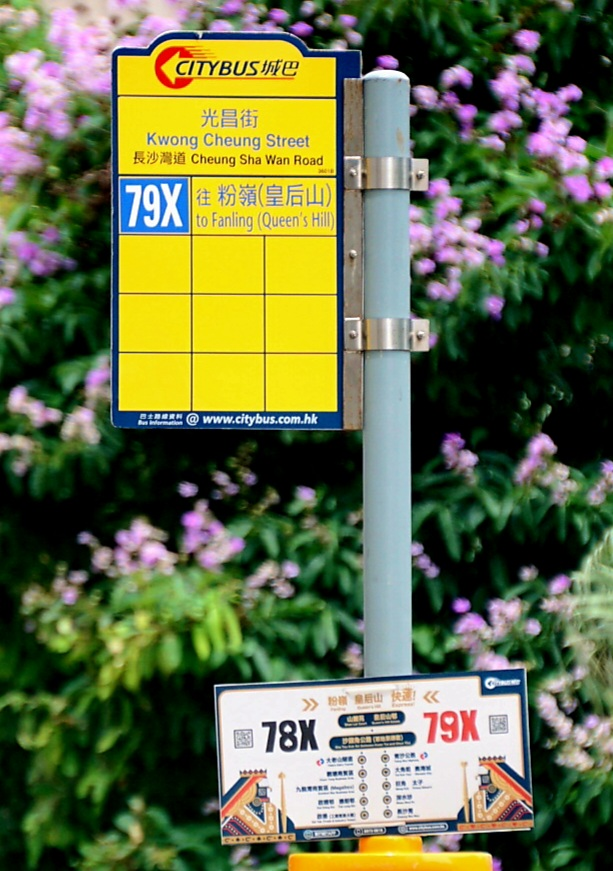
78X及79X線使用的巴士站均掛有以啤牌為主題的宣傳品（2022年6月，攝於光昌街分站）